# Bracon ratzeburgii
Bracon ratzeburgii är en stekelart som beskrevs av Dalla Torre 1898. Bracon ratzeburgii ingår i släktet Bracon och familjen bracksteklar. Inga underarter finns listade.